# Hexen
Hexen: Beyond Heretic (o semplicemente Hexen, che in tedesco significa "streghe") è un videogioco di tipo sparatutto in prima persona ad ambientazione fantasy, sviluppato da Raven Software, pubblicato da id Software nel 1995 per PC.
È il seguito di Heretic e prequel  di Hexen 2.

## Storia
Distribuito da GT Interactive a partire dal 30 ottobre 1995, il codice sorgente del gioco venne reso pubblico nel 1999, cosa che ha permesso a sviluppatori di terze parti di adattare il gioco alla piattaforma Linux; il 4 settembre 2008 è stato di nuovo pubblicato sotto licenza GNU.

## Trama
Dopo la sconfitta di suo fratello minore D'Sparil, Korax ha schiavizzato il mondo di Chronos, e un eroe (impersonato dal giocatore) dovrà liberare il mondo ed eliminare il tiranno, uccidendo le orde di mostri e superando una serie di complessi enigmi.
Durante la missione, l'eroe attraverserà un labirinto, una regione boscosa, un monastero, un castello e infine una necropoli, prima dello scontro finale con il "Serpent Rider".

## Modalità di gioco
Hexen usa una versione modificata del motore grafico di Doom, che permette di guardare verso l'alto e verso il basso, come in Heretic, ma a differenza di quest'ultimo anche di saltare, elemento reso indispensabile per superare buona parte dei livelli. Hexen, a differenza degli altri giochi precedenti, che usavano solo la musica MIDI, supporta anche i CD audio. 
Comprende una modalità a singolo giocatore e una multigiocatore, con la scelta di tre diversi personaggi differenti tra di loro: il guerriero, il mago, e il chierico.
È inoltre possibile costruirsi un inventario (funzionalità aggiunta già nel predecessore Heretic, con cui condivide molti degli oggetti); questi ultimi spaziano da pozioni esplosive, a gas tossici, fialette guaritrici, dispositivi per aumentare la velocità e per rendersi invulnerabili, e anche incantesimi per trasformare i nemici in maiali o per teletrasportarli in altre parti del livello.
Il gioco possiede un sistema di selezione dei livelli chiamato "hub system", che consente di visitare più volte le stesse mappe e contiene diverse innovazioni come rotazioni di porte e pareti, oggetti distruttibili ed effetti ambientali come la nebbia.
I nemici sono molto vari sia in tipologia che in potenza. Uno dei più temibili è l'Heresiarch (eresiarca), un gigantesco mago. Ha l'aspetto di un negromante vestito con un mantello nero/viola e con la faccia praticamente oscurata e una coda rossa demoniaca. Ha 3 cubi sopra la testa con 3 relativi poteri che può usare contro il giocatore: uno per lanciare esplosivi magici, uno per rendersi invincibile temporaneamente, e uno per evocare mostri in suo aiuto. Una volta ucciso, i cubi cadono a terra per poi esplodere violentemente.

## I personaggi
Ogni personaggio ha quattro armi, dove la prima ha munizioni infinite. Le altre usano una certa quantità di mana, del quale esistono due tipi, blu e verde. La seconda arma usa mana blu, la terza arma usa mana verde, mentre la quarta usa entrambi i tipi. Le armi possono essere trovate nelle mappe a mano a mano che il gioco prosegue nei livelli più avanzati; la quarta arma deve invece essere assemblata, raccogliendone i tre pezzi in vari livelli. Se quindi uno dei pezzi non viene raccolto, l'arma non potrà essere utilizzata, a meno che non si acceda a qualche livello segreto che ne contiene.

### Guerriero
Veloce, resistente e capace di spiccare salti molto alti, possiede armi efficienti nel combattimento corpo a corpo: guanti metallici chiodati, ascia, martello. Queste armi sono efficaci nella prima parte del gioco e richiedono poco mana, ma sono meno utili proseguendo per i livelli più avanzati, specialmente contro i nemici in grado di attaccare a distanza. L'arma più potente del Guerriero è Quietus, una spada che scaglia cinque proiettili magici alla volta.

### Chierico
Ben bilanciato tra forza fisica, corazza e arti magiche, il Chierico è molto versatile. Piuttosto svantaggiato in apertura di gioco, la sua potenza aumenta sensibilmente nel momento in cui inizia a reperire le armi più evolute. L'arma più potente del Chierico è il Wraithverge, che può squartare i nemici evocando orde di fantasmi inseguitori.

### Mago
Il Mago è fisicamente molto debole e praticamente privo di armatura, ma possiede armi efficaci dalla lunga distanza e si presta bene ad uno stile di combattimento prudente e strategico. È l'unico personaggio che dispone di un'arma a lunga gittata che non necessita di mana per essere utilizzata, e ha quindi munizioni infinite. Il Mago può avere più difficoltà all'inizio del gioco, specialmente nel combattimento corpo a corpo contro gruppi numerosi di nemici, mentre si trova in posizione di vantaggio quando è nei livelli più lontani, potendo contare su armi e incantesimi molto potenti e specializzati. La sua migliore arma è il Bloodscourge, che scaglia palle di fuoco trapassanti, dotate di una discreta capacità di cercare e inseguire i nemici, colpendoli più volte.

## Espansioni
È stata realizzata una sola espansione ufficiale, denominata Deathkings of the Dark Citadel, dotata di 3 nuovi hub e 20 nuovi livelli per giocatore singolo, più 6 livelli dedicati esclusivamente al Deathmatch. L'espansione propone livelli più complessi e di difficoltà maggiore, con un alto numero di mostri e trappole, tuttavia non aggiunge alcun elemento nuovo al gioco, riproponendo gli stessi nemici, gli stessi artefatti e le stesse armi per il giocatore.